# Нин (река)
Нин (енгл. River Nene) је река у Уједињеном Краљевству, у Енглеској. Дуга је 161 km. Протиче кроз Нортхемптоншир, Кембриџшир, Линколншир и Норфок. Улива се у залив Вош, односно Северно море. 